# Partito Populista (Grecia)
Il Partito Populista (Λαϊκὸν Κόμμα) è stato un partito politico greco fondato nel 1920 da Dīmītrios Gounarīs, il principale rivale politico di Eleutherios Venizelos.

## Storia
Il Partito Populista venne fondato da Dīmītrios Gounarīs nell'ottobre 1920, dopo il suo ritorno dall'esilio in Corsica. Gounarīs e gli altri candidati del partito fecero una campagna per il ritiro dell'esercito ellenico dall'Asia Minore, che aveva occupato in base ai termini del Trattato di Sèvres all'indomani della prima guerra mondiale. Il partito trionfò nelle elezioni greche del 1920 e negli anni successivi formò governi guidati da Gounarīs, Nikolaos Stratos e Petros Prōtopapadakīs.
Tuttavia, il partito non riuscì a mantenere la promessa di riportare le truppe a casa. Inoltre, la morte del re Alessandro I e il ritorno al trono di suo padre Costantino I complicarono la vita politica greca e impedirono a Gounarīs di ristabilire la pace, mentre gli ex Alleati dell'Intesa abbandonarono la Grecia. Sconfitto nel 1922 nella guerra greco-turca, il paese subì l'intero peso della Grande Catastrofe e sprofondò nell'instabilità. Considerato il principale responsabile della sconfitta, Gounarīs e i membri del suo governo furono processati durante il Processo dei Sei e in seguito giustiziati. 
Iniziò quindi un nuovo periodo di governo per i Venizelisti, che portò alla proclamazione della Seconda Repubblica ellenica e alla destituzione di re Giorgio II nel 1924. 
Il partito subì grandi perdite nelle elezioni successive. Tuttavia, tornò al potere nel 1933 sotto la guida di Panagīs Tsaldarīs e nel 1935 svolse un ruolo di primo piano nella restaurazione della monarchia con il ritorno di Giorgio II.
Dopo la fine della dittatura Konstantinos Tsaldaris guidò il partito nelle elezioni legislative del 1946 ed ottenne una grande vittoria. Il partito sostenne la monarchia di re Giorgio II nel referendum del 1946, durante un periodo di feroce conflitto civile. Tuttavia, Tsaldaris si dimise in modo che si potesse formare un governo di unità nazionale sotto la guida del politico liberale Themistoklis Sophoulis. Questo governo, con la partecipazione sia del Partito popolare che del Partito liberale, guidò il paese durante la guerra civile.
Il Partito rimase la forza politica dominante della destra fino al 1950, ma, nel 1951, fu il Raggruppamento Ellenico del generale in pensione Alexandros Papagos a vincere le elezioni. 
Relegato ai margini della politica greca, ha partecipato per l'ultima volta ad una elezione legislativa nel 1958, all'interno dell'Unione dei Partiti Popolari, poi venne sciolto dal suo ultimo leader, Konstantinos Tsaldaris.

## Risultati elettorali
| Elezione          | Voti                                      | %                                         | Seggi     |
| ----------------- | ----------------------------------------- | ----------------------------------------- | --------- |
| Parlamentari 1926 | 194.243                                   | 20,3                                      | 60 / 279  |
| Parlamentari 1928 | 243.543                                   | 23,9                                      | 19 / 250  |
| Parlamentari 1932 | 395.974                                   | 33,8                                      | 95 / 250  |
| Parlamentari 1933 | 434.550                                   | 38,1                                      | 118 / 300 |
| Parlamentari 1935 | 669.434                                   | 65,0                                      | 254 / 300 |
| Parlamentari 1936 | 281.597                                   | 22,1                                      | 72 / 300  |
| Parlamentari 1946 | Nello Schieramento unito dei nazionalisti | Nello Schieramento unito dei nazionalisti | 156 / 354 |
| Parlamentari 1950 | 317.312                                   | 18,8                                      | 62 / 250  |
| Parlamentari 1951 | 113.876                                   | 6,7                                       | 2 / 258   |
| Parlamentari 1952 | 16.767                                    | 1,1                                       | 0 / 300   |
| Parlamentari 1956 | Nell'Unione democratica                   | Nell'Unione democratica                   | 3 / 300   |
| Parlamentari 1958 | Nell'Unione dei partiti popolari          | Nell'Unione dei partiti popolari          | 2 / 300   |